# Bandera de les Bahames
La bandera de les Bahames va ser adoptada el 10 de juliol del 1973.
Consisteix en tres franges horitzontals de blau marí, groc i blau marí; simbolitza la sorra de la nació i l'aigua que l'envolta. A l'extrem esquerre de la bandera hi ha un triangle negre que simbolitza el poble i la seva força.